# Mutalau
Mutalau es una de las 14 villas o municipalidades en que se divide Niue. Es el pueblo más septentrional de la isla y se encuentra a unos 15 minutos en coche de la capital Alofi. Tiene una población de 133 habitantes según el censo de 2001. 
Fue conocida anteriormente como Ululauta o Matahefonua, ambos términos significan "cabeza de la tierra".

## Demografía
Evolución demográfica 
| Gráfica de evolución demográfica de Mutalau entre 2001 y 2011 |
|                                                               |
|                                                               |

## Historia
El 26 de octubre de 1846 el pueblo de Mutalau acogió al pastor evangelista Peniamina que introdujo y enseñó el evangelio en el pueblo, extendiéndose posteriormente a toda la isla.
Mutalau tiene una sala de la comunidad llamada Salim Hall, el nombre del jefe del Comité de Descolonización de las Naciones Unidas que llegó a Niue en los años 70 para reunirse con los niuanos y examinar la hoja de ruta hacia la autonomía. 

## Fiestas
Se celebran dos grandes eventos cada año, uno es el "Mutalau Marine Day", que tiene lugar cada cumpleaños de la Reina, donde se celebran competiciones de pesca y se venden alimentos en el parque Uluvehi. El "Mutalau Show Day" se celebra el último sábado de octubre para conmemorar y celebrar la propagación del evangelio en Niue.
- Datos: Q2552363